# ماریا پینتو
ماریا پینتو (به اسپانیایی: María Pinto) یک شهرستان در شیلی است که در استان ملیپیا واقع شده‌است. ماریا پینتو ۳۹۵٫۰ کیلومتر مربع مساحت و ۱۰٬۳۴۳ نفر جمعیت دارد.